# Ambroise Mottet
Pour les articles homonymes, voir Mottet.
Ambroise François Jean-Baptiste Mottet est un homme politique français né le 15 décembre 1792 à Aix-en-Provence (Bouches-du-Rhône) et mort le 13 janvier 1862 dans la même ville.

## Biographie
Ambroise Mottet est issu d'une famille d'avocats et de procureurs au Parlement de Provence. Son père François-Philippe Mottet est professeur de droit civil à la Faculté d'Aix,.
Ambroise Mottet noue des amitiés parmi des hommes politiques de Provence en intégrant le Cénacle d'Aix où il côtoie notamment Adolphe Thiers et François-Auguste Mignet.
Docteur en Droit en 1816, il exerce la profession d'avocat près la Cour d'Aix de 1816 à 1825.
En dehors de sa carrière politique, Ambroise Mottet est nommé Procureur du Roi à Marseille en 1831. Après sa première élection en tant que député de Vaucluse, il est nommé procureur général en Corse (1833-1836) puis à Orléans (1837-1839).  Conseiller d'État  en 1839, il occupa cette fonction jusqu'au 30 mai 1848 où il fut admis à la retraite, et rentra pour quelques années dans la vie privée. Rallié au second Empire, il accepta de M. Fortoul, en 1854, les fonctions de recteur de l'académie d'Aix  poste qu'il occupa jusqu'en 1860,.

## Carrière politique
Il est maire d'Aix-en-Provence du 20 août 1830 au 28 juin 1831.
Député de Vaucluse (arrondissement d'Apt) à partir de 1835, il est réélu en 1837, 1839, 1844 et 1846. M. Mottet ne cesse d'appartenir à la fraction ministérielle ; il appuie l'adresse de 1839, soutint le ministère Molé, vote pour la dotation du duc de Nemours, pour les fortifications de Paris et contre l'adjonction des capacités.

## Œuvres
- Ad . Laugier et A. Mottet, Galerie biographique des artistes dramatiques des théâtres royaux, Paris , Ponthieu , 1826-27

Il est l'un des rédacteurs de la Gazette spéciale de l'Instruction publique et du clergé (1841-1848).

## Compléments